# 2 DBBL 2024/25
Die 2. Damen-Basketball-Bundesliga (2. DBBL) ist die zweithöchste Liga im deutschen Frauen-Basketball. Sie ist eine Einrichtung
der Ligagesellschaft DBBL GmbH. Gespielt wird nach den offiziellen Regeln der FIBA.

## Spielmodus Saison 2024/25
Die 2. DBBL 2024/25 wird in zwei Staffeln (Nord und Süd) ausgespielt.
Zunächst treten staffelintern alle Teams in einer Hauptrunde mit Hin- und Rückspiel gegeneinander an. Die jeweils acht bestplatzierten Teams der Hauptrunde qualifizieren sich für die staffelübergreifenden Play-offs, in denen der Meister der 2. DBBL sowie zwei Aufsteiger in die 1. DBBL ermittelt werden. Die Teams auf den Plätzen 9 bis 12 spielen in staffelinternen Play-downs jeweils einen Absteiger in die Regionalligen aus. Das zwölftplatzierte Team der Staffel Süd steigt direkt in die Regionalliga ab.

## Mannschaften der Saison 2024/25
Folgende Teams sind 2024/25 in der 2. Damen-Basketball-Bundesliga vertreten:

### Nord
(Quelle: )
- BBC Osnabrück
- Bender Baskets Grünberg
- BG 89 AVIDES Hurricanes
- ChemCats Chemnitz
- Eimsbütteler TV
- Eintracht Braunschweig LionPride
- Metropol Ladies Herne/Recklinghausen
- New Basket Oberhausen
- Talents BonnRhöndorf
- TG Neuss Tigers
- TSVE Bielefeld
- VfL VIACTIV-AstroLadies Bochum

Der Meister der Vorsaison BG 89 AVIDES Hurricanes verzichtete auf sein Aufstiegsrecht und verblieb damit in der 2. DBBL.

### Süd
(Quelle: )
- ASC Theresianum Mainz
- BasCats USC Heidelberg
- Dillingen Diamonds
- DJK Don Bosco Bamberg
- Eisvögel USC Freiburg 2
- Falcons Bad Homburg
- KuSG Leimen
- MTV Stuttgart
- QOOL Sharks Würzburg
- Rhein-Main Baskets
- TSV 1880 Wasserburg
- TSV München-Ost

Der Vizemeister der Vorsaison TSV Wasserburg verzichtete auf sein Aufstiegsrecht und verblieb ebenfalls in der 2. DBBL.
Aufgestiegen in die 2. Bundesliga zu dieser Saison waren die Vereine Eimsbütteler TV und der TSV München-Ost.

## Hauptrunde
| PL | Team                                 | Spiele | Siege | Niederlagen | Punkte | %     |
| -- | ------------------------------------ | ------ | ----- | ----------- | ------ | ----- |
| 1  | VfL VIACTIV-AstroLadies Bochum       | 22     | 20    | 2           |        | 90.91 |
| 2  | BBC Osnabrück                        | 22     | 17    | 5           |        | 77.27 |
| 3  | ChemCats Chemnitz                    | 22     | 16    | 6           |        | 72.73 |
| 4  | BG 89 AVIDES Hurricanes              | 22     | 13    | 9           |        | 59.09 |
| 5  | Metropol Ladies Herne/Recklinghausen | 22     | 12    | 10          |        | 54.55 |
| 6  | Eimsbütteler TV (N)                  | 22     | 11    | 11          |        | 50.00 |
| 7  | Talents BonnRhöndorf                 | 22     | 9     | 13          |        | 40.91 |
| 8  | Eintracht Braunschweig LionPride     | 22     | 8     | 14          |        | 36.36 |
| 9  | Bender Baskets Grünberg              | 22     | 7     | 15          |        | 31.82 |
| 10 | New Basket Oberhausen                | 22     | 7     | 15          |        | 31.82 |
| 11 | TSVE Bielefeld                       | 22     | 7     | 15          |        | 31.82 |
| 12 | TG Neuss Tigers                      | 22     | 7     | 15          |        | 31.82 |

N = Aufsteiger aus der Regionalliga Südost
| PL | Team                    | Spiele | Siege | Niederlagen | Punkte | %     |
| -- | ----------------------- | ------ | ----- | ----------- | ------ | ----- |
| 1  | Falcons Bad Homburg     | 22     | 19    | 3           | 38     | 86.36 |
| 2  | QOOL Sharks Würzburg    | 22     | 19    | 3           | 38     | 86.36 |
| 3  | BasCats USC Heidelberg  | 22     | 18    | 4           | 36     | 81.82 |
| 4  | TSV 1880 Wasserburg     | 22     | 17    | 5           | 34     | 77.27 |
| 5  | MTV Stuttgart           | 22     | 13    | 9           | 26     | 59.09 |
| 6  | Eisvögel USC Freiburg 2 | 22     | 12    | 10          | 24     | 54.55 |
| 7  | Dillingen Diamonds      | 22     | 11    | 11          | 22     | 50.00 |
| 8  | KuSG Leimen             | 22     | 7     | 15          | 14     | 31.82 |
| 9  | Rhein-Main Baskets      | 22     | 6     | 16          | 12     | 27.27 |
| 10 | ASC Theresianum Mainz   | 22     | 5     | 17          | 10     | 22.73 |
| 11 | DJK Don Bosco Bamberg   | 22     | 3     | 19          | 6      | 13.64 |
| 12 | TSV München-Ost (N)     | 22     | 2     | 20          | 4      | 9.09  |

N = Aufsteiger aus der Regionalliga Südost

## Top Statistiken
| PL | Spielerin            | Verein                               |      |
| -- | -------------------- | ------------------------------------ | ---- |
| 1  | Olivia Nash          | TSVE Bielefeld                       | 21.7 |
| 2  | Keowa Tionne Walters | BG 89 AVIDES Hurricanes              | 19.0 |
| 3  | Vishe Elizabeth Rabb | Metropol Ladies Herne/Recklinghausen | 18.2 |
| 4  | Tonia Dölle          | BBC Osnabrück                        | 17.6 |
| 5  | Marija Ilic          | TG Neuss Tigers                      | 17.4 |

| PL | Spielerin              | Verein                         | Rebounds |
| -- | ---------------------- | ------------------------------ | -------- |
| 1  | Keowa Tionne Walters   | BG 89 AVIDES Hurricanes        | 17       |
| 2  | Maja Manten            | New Basket Oberhausen          | 12.5     |
| 3  | Maren Durant           | BG 89 AVIDES Hurricanes        | 12       |
| 4  | Keylyn Morgan Filewich | VfL VIACTIV-AstroLadies Bochum | 11.3     |
| 5  | Charlotte Kohl         | Bender Baskets Grünberg        | 11.2     |

| PL | Spielerin             | Verein                         | Assists |
| -- | --------------------- | ------------------------------ | ------- |
| 1  | Tegan Ewing Graham    | VfL VIACTIV-AstroLadies Bochum | 5.5     |
| 2  | Paula Alvarez Llorian | Eimsbütteler Turnverband       | 5.3     |
| 3  | Keowa Tionne Walters  | BG 89 AVIDES Hurricanes        | 5.0     |
| 4  | Lucile Peroche        | ChemCats Chemnitz              | 4.6     |
| 5  | Pia Mankertz          | BG 89 AVIDES Hurricanes        | 4.4     |

| PL | Spielerin             | Verein                         |     |
| -- | --------------------- | ------------------------------ | --- |
| 1  | Paula Alvarez Llorian | Eimsbütteler Turnverband       | 4.3 |
| 2  | Sarah Zierhut         | New Basket Oberhausen          | 3.3 |
| 3  | Marianna Byvatov      | Bender Baskets Grünberg        | 3.3 |
| 4  | Ramona Tews           | VfL VIACTIV-AstroLadies Bochum | 3.0 |
| 5  | Keowa Tionne Walters  | BG 89 AVIDES Hurricanes        | 3.0 |

| PL | Spielerin         | Verein                               |     |
| -- | ----------------- | ------------------------------------ | --- |
| 1  | Clara Bielefeld   | Metropol Ladies Herne/Recklinghausen | 2.0 |
| 2  | Antonia Kraushaar | BBC Osnabrück                        | 1.7 |
| 3  | Lara Brinkmann    | Talents BonnRhöndorf                 | 1.5 |
| 4  | Charlotte Kohl    | Bender Baskets Grünberg              | 1.4 |
| 5  | Johanna Huppertz  | TG Neuss Tigers                      | 1.2 |

## Finalrunde
Die acht bestplatzierten Teams der Hauptrunde qualifizieren sich für die Finalrunde zur Deutschen Meisterschaft in der 2. DBBL. Die Deutsche Meisterschaft in der 2. DBBL wird in einer Play-off-Serie über Viertelfinale
Halbfinale und Finale werden in einem FinalFour Modus ausgespielt.

|  | Achtelfinale 05. – 13. April | Achtelfinale 05. – 13. April         | Achtelfinale 05. – 13. April | Achtelfinale 05. – 13. April | Achtelfinale 05. – 13. April |  |  | Viertelfinale 05. – 13. April | Viertelfinale 05. – 13. April | Viertelfinale 05. – 13. April | Viertelfinale 05. – 13. April | Viertelfinale 05. – 13. April |  |  | Halbfinale | Halbfinale | Halbfinale | Halbfinale | Halbfinale |  |  | Finale | Finale | Finale | Finale | Finale |
|  |                              |                                      |                              |                              |                              |  |  |                               |                               |                               |                               |                               |  |  |            |            |            |            |            |  |  |        |        |        |        |        |
|  | 2.(S)                        | BasCats USC Heidelberg               | 59                           | 65                           |                              |  |  |                               |                               |                               |                               |                               |  |  |            |            |            |            |            |  |  |        |        |        |        |        |
|  | 6.(N)                        | Eimsbütteler TV                      | 50                           | 59                           |                              |  |  |                               | BasCats USC Heidelberg        |                               |                               |                               |  |  |            |            |            |            |            |  |  |        |        |        |        |        |
|  |                              | BBC Osnabrück                        | 78                           | 77                           |                              |  |  |                               |                               |                               |                               |                               |  |  |            |            |            |            |            |  |  |        |        |        |        |        |
|  |                              | Dillingen Diamonds                   | 46                           | 68                           |                              |  |  |                               |                               |                               |                               |                               |  |  |            |            |            |            |            |  |  |        |        |        |        |        |
|  |                              | ChemCats Chemnitz                    | 54                           | 67                           |                              |  |  |                               |                               |                               |                               |                               |  |  |            |            |            |            |            |  |  |        |        |        |        |        |
|  |                              | Eisvögel USC Freiburg 2              | 85                           | 73                           |                              |  |  |                               | BBC Osnabrück                 |                               |                               |                               |  |  |            |            |            |            |            |  |  |        |        |        |        |        |
|  |                              | BG 89 AVIDES Hurricanes              | 72                           | 63                           |                              |  |  |                               |                               |                               |                               |                               |  |  |            |            |            |            |            |  |  |        |        |        |        |        |
|  |                              | Lou's Foodtruck MTV Stuttgart        | 54                           | 58                           |                              |  |  |                               |                               |                               |                               |                               |  |  |            |            |            |            |            |  |  |        |        |        |        |        |
|  |                              | BBC Osnabrück                        | 78                           | 77                           |                              |  |  |                               |                               |                               |                               |                               |  |  |            |            |            |            |            |  |  |        |        |        |        |        |
|  |                              | Dillingen Diamonds                   | 46                           | 68                           |                              |  |  |                               |                               |                               |                               |                               |  |  |            |            |            |            |            |  |  |        |        |        |        |        |
|  |                              | VfL VIACTIV-AstroLadies Bochum       | 77                           | 80                           |                              |  |  |                               |                               |                               |                               |                               |  |  |            |            |            |            |            |  |  |        |        |        |        |        |
|  |                              | KuSG Leimen Basketball               | 50                           | 45                           |                              |  |  |                               |                               |                               |                               |                               |  |  |            |            |            |            |            |  |  |        |        |        |        |        |
|  |                              | Falcons Bad Homburg                  | 73                           | 62                           |                              |  |  |                               |                               |                               |                               |                               |  |  |            |            |            |            |            |  |  |        |        |        |        |        |
|  |                              | Eintracht Braunschweig LionPride     | 49                           | 59                           |                              |  |  |                               |                               |                               |                               |                               |  |  |            |            |            |            |            |  |  |        |        |        |        |        |
|  |                              | TSV 1880 Wasserburg                  | 74                           | 75                           |                              |  |  |                               |                               |                               |                               |                               |  |  |            |            |            |            |            |  |  |        |        |        |        |        |
|  |                              | Metropol Ladies Herne/Recklinghausen | 59                           | 61                           |                              |  |  |                               |                               |                               |                               |                               |  |  |            |            |            |            |            |  |  |        |        |        |        |        |

### Final 4 - Turnier in Osnabrück am 3./4. Mai 2025
Halbfinale 1: Falcons Bad Homburg vs. BBC Osnabrück
Endstand: 61:72
Topscorerin: Tonia Dölle (OS) – 18 Punkte, 5 Rebounds, 18 Effizienz
Halbfinale 2: AstroLadies Bochum vs. QOOL Sharks Würzburg
Entstand: 70:63
Topscorerin: Keylyn Morgan-Filewich (BO) – 22 Punkte, 8 Rebounds, 23 Effizienz
Spiel um Platz 3: QOOL Sharks vs. Falcons Bad Homburg
Endstand: 64:59
Topscorerin: Finja Heubel (HB) – 21 Punkte, 4 Rebounds, 17 Effizienz
Das große Finale: VfL VIACTIV-AstroLadies Bochum vs. BBC Osnabrück
Endstand: 54:50
Topscorerin: Keylyn Morgan-Filewich (BO) – 20 Punkte, 14 Rebounds, 24 Effizienz
Finals-MVP: Keylyn Morgan-Filewich

## Basketball 2. Bundesliga Abstiegsrunde Frauen 2024/2025
| Datum      | Zeit  | Heim                  | Gast                    | Ergebnis |
| ---------- | ----- | --------------------- | ----------------------- | -------- |
| 05.04.2025 | 17:30 | TG Neuss Tigers       | TSVE Bielefeld          | 51:71    |
|            |       | TSV München-Ost       | DJK Don Bosco Bamberg   | 49:94    |
| 05.04.2025 | 19:30 | New Basket Oberhausen | Bender Baskets Grünberg | 71:92    |
| 05.04.2025 | 20:15 | ASC Theresianum Mainz | Rhein-Main Baskets      | 75:61    |

| Datum      | Zeit  | Heim                    | Gast                  | Ergebnis |
| ---------- | ----- | ----------------------- | --------------------- | -------- |
| 12.04.2025 | 14:30 | DJK Don Bosco Bamberg   | TSV München-Ost       | 62:64    |
| 12.04.2025 | 19:00 | Bender Baskets Grünberg | New Basket Oberhausen | 79:51    |
| 12.04.2025 | 19:30 | Rhein-Main Baskets      | ASC Theresianum Mainz | 49:47    |
| 13.04.2025 | 15:00 | TSVE Bielefeld          | TG Neuss Tigers       | 70:72    |

| Datum      | Zeit  | Heim                  | Gast                  | Ergebnis |
| ---------- | ----- | --------------------- | --------------------- | -------- |
| 19.04.2025 | 14:30 | DJK Don Bosco Bamberg | Rhein-Main Baskets    | 67:56    |
| 19.04.2025 | 15:00 | TSVE Bielefeld        | New Basket Oberhausen | 57:57    |

| Datum      | Zeit  | Heim                  | Gast                  | Ergebnis |
| ---------- | ----- | --------------------- | --------------------- | -------- |
| 26.04.2025 | 16:30 | Rhein-Main Baskets    | DJK Don Bosco Bamberg | 62:55    |
| 26.04.2025 | 19:30 | New Basket Oberhausen | TSVE Bielefeld        | 88:87    |